# Mario David (actor)
Mario David (1927–1996) va ser un actor francès de cinema i televisió. Fou un actor de caràcter que va aparèixer a la pantalla des de la dècada de 1950 fins a la de 1990 en papers secundaris.

## Filmografia seleccionada
- Love Is Not a Sin (1952) - L'agent dans l'escalier (uncredited)
- The Tour of the Grand Dukes (1953) - Une attraction au 'Balajo' (uncredited)
- The Pirates of the Bois de Boulogne (1954) - L'athlète qui court au mois
- Ah! Les belles bacchantes (1954) - L'Homme à 'La création du Monde' (uncredited)
- Cherchez la femme (1955)
- Impasse des vertus (1955)
- Gas-Oil (1955) - Un client des Serin (deleted scenes)
- Une fille épatante (1955) - Mario
- More Whiskey for Callaghan (1955) - Amédée
- Naughty Girl (1956) - The Friesian
- Pardonnez nos offenses (1956)
- L'Homme et l'Enfant (1956) - Alec
- Et par ici la sortie (1957) - Honoré
- Nous autres à Champignol (1957) - Gino un sportif de Fouzy
- The Tricyclist (1957) - Dabek - le gardien de but
- Anyone Can Kill Me (1957) - Paulo - un détenu
- The Cat (1958) - Un résistant (uncredited)
- A Bullet in the Gun Barrel (1958) - Le protecteur évincé
- Le Sicilien (1958) - Mastic
- The Gendarme of Champignol (1959) - Un homme au restaurant
- Quem Matou Leda? (1959) - Roger - le laitier
- Web of Passion (1959) - Roger - le laitier
- Nathalie, agent secret (1959) - (uncredited)
- Certains l'aiment froide (1960) - Le masseur
- Les Bonnes Femmes (1960) - Ernest Lapierre (le motocycliste)
- Recours en grâce (1960) - Jacques
- The Love Game (1960) - Le représentant
- Les Tortillards (1960) - L'automobiliste (uncredited)
- Wise Guys (1961)
- Les moutons de Panurge (1961) - Un supporter
- Les livreurs (1961) - La brute
- A Man Named Rocca (1961) - Charlot l'élégant
- Le Tracassin (1961) - Le moniteur
- The Elusive Corporal (1962) - Caruso
- Landru (1963) - Prosecutor
- Les bricoleurs (1963) - Le lanceur de couteaux
- La bande à Bobo (1963) - Le pompier
- Le commissaire mène l'enquête (1963) - Le serrurier (segment "Fermez votre porte")
- Comment épouser un premier ministre (1964)
- Le Tigre aime la chair fraiche (1964) - Dobronsky
- The Gorillas (1964) - Bercy
- L'enfer (1964) - Julien
- Up to His Ears (1965) - Roquentin
- Le caïd de Champignol (1966) - Tony
- Line of Demarcation (1966) - Urbain, le garde-chasse
- Shock Troops (1967) - Le chauffeur de car
- Oscar (1967) - Philippe Dubois
- Un choix d'assassins (1967) - Scarlatti
- Le fou du labo IV (1967) - Mario
- Les grandes vacances (1967) - L'automobiliste
- The Man in the Buick (1968) - La Palluche
- Leontine (1968) - Jacky
- Le gendarme se marie (1968) - Le malfrat
- The Brain (1969) - Jean-François - un antiquaire
- A Golden Widow (1969) - Monsieur Sigmund - un admirateur zurichois
- Borsalino (1970) - Mario
- The Breach (1970) - Gerard Mostelle
- L'explosion (1971) - Riton
- The Married Couple of the Year Two (1971) - Requiem - le cocher du prince
- Qu'est-ce qui fait courir les crocodiles? (1971) - Guillaume
- Les malheurs d'Alfred (1972) - Kid Barrantin
- Le Magnifique (1973) - Traffic policeman in the rain
- Vogue la galère (1973, TV Movie) - Hersandieu
- Ursule et Grelu (1974) - Riquet
- Bons baisers... à lundi (1974) - Arouni
- Flic Story (1975) - Raymond Pelletier
- The Gypsy (1975) - Bob
- Drôles de zèbres (1977) - Grégorian
- That Obscure Object of Desire (1977) - Chauffeur (uncredited)
- Animal (1977) - Santos, le Gitan
- La Zizanie (1978) - Le camionneur
- Violette Nozière (1978) - Le directeur de la prison
- The Gendarme and the Extra-Terrestrials (1979) - Le voleur du bidon d'huile
- Coup de tête (1979) - Rumin, le kinési
- La mer couleur de larmes (1980) - Max
- Signé Furax (1981) - Un agent au barrage
- The Hatter's Ghost (1982) - Pigeac
- Tir groupé (1982) - Felix Pejat
- En cas de guerre mondiale, je file à l'étranger (1983) - Bob Grouillet, l'attaché de presse
- De flyvende djævle (1985) - Lazlo Hart
- La vie dissolue de Gérard Floque (1986) - Le chauffeur de taxi
- Stranger in the House (1992) - Abecassis
- L'Enfer (1994) - Duhamel